# Oswald Veblen

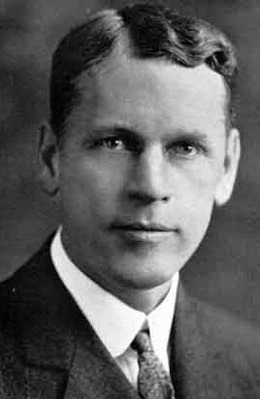
Oswald Veblen (1915)

Oswald Veblen (Decorah, Iowa, 24 juni 1880 - 10 augustus 1960) was een Amerikaanse wiskundige, meetkundige en topologist, wiens werk toepassing vond in de atoomfysica en de relativiteitstheorie. In 1905 bewees hij de stelling van Jordan.

## Familie
Veblens oom was de beroemde econoom en socioloog, Thorstein Veblen.

## Boeken door O. Veblen
- (en)  Projectieve meetkunde met John Wesley Young (Ginn en co.,  1910-1918)
- (en) Invariants of Quadratic Differential Forms (24) (CUP, 1927)
- (en)  Introduction to infinitesimal analysis; functions of one real variable met N. J. Lennes (John Wiley & Sons, 1907)